# Golden Globe Award/Bester Nebendarsteller – Serie, Mini-Serie oder TV-Film

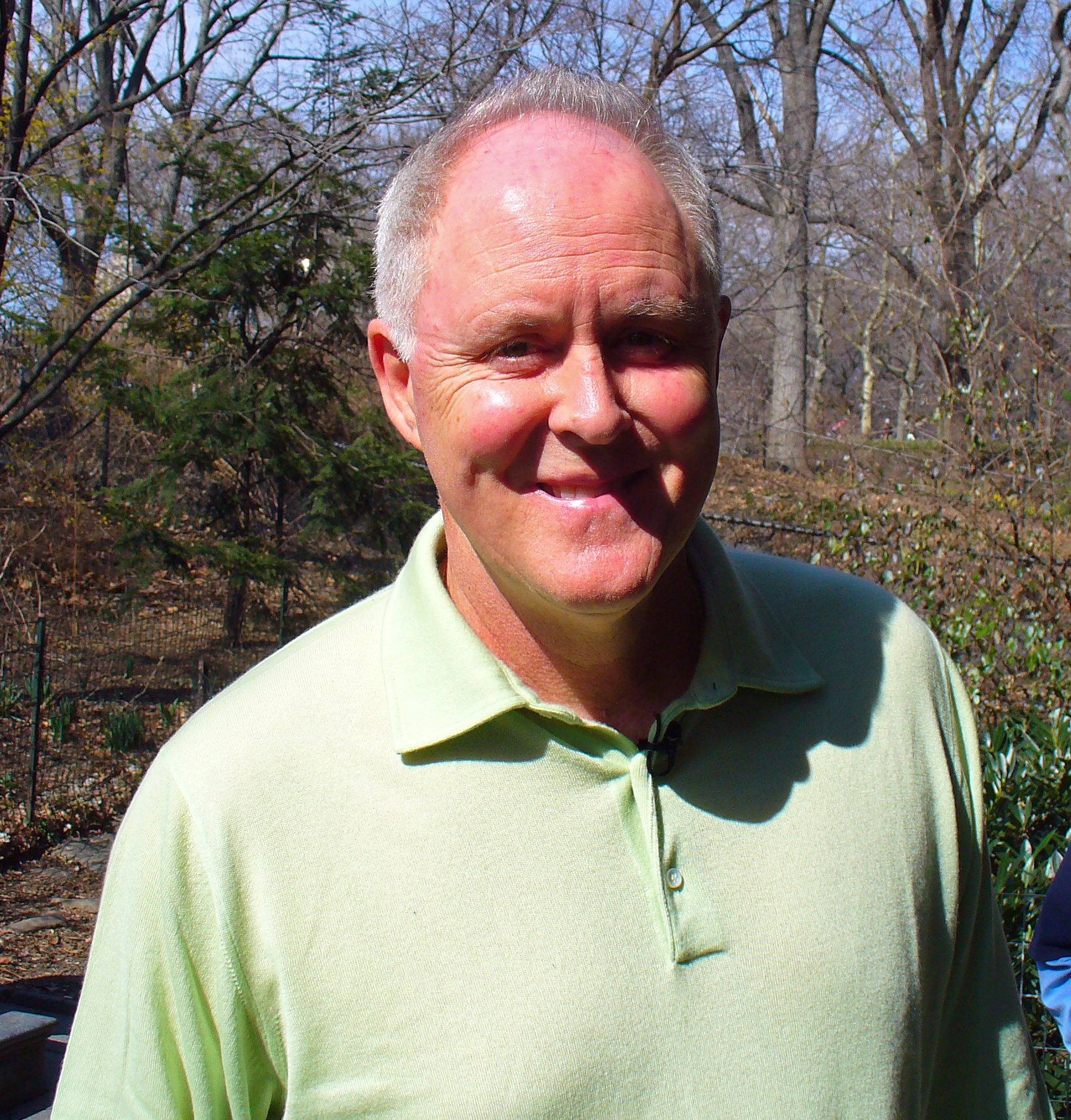
Preisträger 2010: John Lithgow (Dexter)

Golden Globe Award: Bester Nebendarsteller – Serie, Mini-Serie oder TV-Film
Gewinner und Nominierte in der Kategorie Bester Nebendarsteller – Serie, Mini-Serie oder TV-Film (Best Supporting Actor – Series, Miniseries or Television Film), die die herausragendsten Schauspielleistungen des vergangenen Kalenderjahres prämiert. Die Kategorie wurde im Jahr 1971 ins Leben gerufen.
Als bisher einzige Schauspieler aus dem deutschsprachigen Raum gewannen der Deutsche Jan Niklas und der Schweizer Maximilian Schell die Auszeichnung. Niklas erhielt den Golden Globe Award im Jahr 1987 für seine Rolle des Prinzen Erich in Anastasia mit Amy Irving als Titelheldin Anna Anderson. Schell wurde im Jahr 1993 für seine Verkörperung des Lenin in dem Fernsehfilm Stalin preisgekrönt. Der Österreicher Klaus Maria Brandauer erhielt im Jahr 2000 eine Nominierung für Rising Star.
| Statistik                          | Name         | Anzahl | Jahr                                |
| ---------------------------------- | ------------ | ------ | ----------------------------------- |
| Häufigste Auszeichnungen           | Ed Asner     | 3      | 1972, 1976, 1977                    |
| Häufigste Nominierungen (* = Sieg) | Jeremy Piven | 6      | 2005, 2006, 2007, 2008*, 2009, 2010 |
| Häufigste Nominierungen ohne Sieg  | Sean Hayes   | 6      | 2000, 2001, 2002, 2003, 2004, 2005  |

In unten stehender Liste sind die Preisträger nach dem Jahr der Verleihung gelistet. Die aufgeführten Mini-Serien oder Filme werden mit ihrem deutschen Titel (sofern ermittelbar) angegeben, danach folgt in Klammern in kursiver Schrift der fremdsprachige Originaltitel. Die Nennung des Originaltitels entfällt, wenn deutscher und fremdsprachiger Filmtitel identisch sind. Die Gewinner stehen hervorgehoben an erster Stelle.

## 1970er Jahre
1971
James Brolin – Dr. med. Marcus Welby (Marcus Welby, M.D.)
- Michael Constantine – Room 222
- Henry Gibson – Rowan & Martin's Laugh-In
- Tige Andrews – Mod Squad – Cops auf Zeit (The Mod Squad)
- Zalman King – Die jungen Anwälte (The Young Lawyers)

1972
Ed Asner – Mary Tyler Moore (The Mary Tyler Moore Show)
- James Brolin – Dr. med. Marcus Welby (Marcus Welby, M.D.)
- Harvey Korman – The Carol Burnett Show
- Rob Reiner – All in the Family
- Milburn Stone – Rauchende Colts (Gunsmoke)

1973
James Brolin – Dr. med. Marcus Welby (Marcus Welby, M.D.)
- Ed Asner – Mary Tyler Moore (The Mary Tyler Moore Show)
- Ted Knight – Mary Tyler Moore (The Mary Tyler Moore Show)
- Harvey Korman – The Carol Burnett Show
- Rob Reiner – All in the Family

1974
McLean Stevenson – M*A*S*H
- Ed Asner – Mary Tyler Moore (The Mary Tyler Moore Show)
- Will Geer – Die Waltons (The Waltons)
- Harvey Korman – The Carol Burnett Show
- Strother Martin – Hawkins
- Rob Reiner – All in the Family

1975
Harvey Korman – The Carol Burnett Show
- Jimmie Walker – Good Times
- Gavin MacLeod – Mary Tyler Moore (The Mary Tyler Moore Show)
- Whitman Mayo – Sanford and Son
- Will Geer – Die Waltons (The Waltons)

1976
Ed Asner – Mary Tyler Moore (The Mary Tyler Moore Show)

Tim Conway – The Carol Burnett Show
- Ted Knight – Mary Tyler Moore (The Mary Tyler Moore Show)
- Rob Reiner – All in the Family
- Jimmie Walker – Good Times

1977
Ed Asner – Reich und Arm (Rich Man, Poor Man)
- Tim Conway – The Carol Burnett Show
- Charles Durning – Der Preis der Macht (Captains and the Kings)
- Gavin MacLeod – Mary Tyler Moore (The Mary Tyler Moore Show)
- Rob Reiner – All in the Family

1978
Preis nicht vergeben
1979
Norman Fell – Herzbube mit zwei Damen (Three’s Company)
- Jeff Conaway – Taxi
- Danny DeVito – Taxi
- Pat Harrington, Jr. – One Day at a Time
- Andy Kaufman – Taxi

## 1980er Jahre
1980
Vic Tayback – Alice

Danny DeVito – Taxi
- Jeff Conaway – Taxi
- Tony Danza – Taxi
- David Doyle – Drei Engel für Charlie (Charlie’s Angels)

1981
Pat Harrington, Jr. – One Day at a Time

Vic Tayback – Alice
- Geoffrey Lewis – Flo
- Danny DeVito – Taxi
- Andy Kaufman – Taxi

1982
John Hillerman – Magnum (Magnum, P.I.)
- Danny DeVito – Taxi
- Pat Harrington, Jr. – One Day at a Time
- Vic Tayback – Alice
- Hervé Villechaize – Fantasy Island

1983
Lionel Stander – Hart aber herzlich (Hart to Hart)
- Pat Harrington, Jr. – One Day at a Time
- John Hillerman – Magnum (Magnum, P.I.)
- Lorenzo Lamas – Falcon Crest
- Anson Williams – Happy Days

1984
Richard Kiley – Die Dornenvögel (The Thorn Birds)
- Bryan Brown – Die Dornenvögel (The Thorn Birds)
- John Houseman – Der Feuersturm (The Winds of War)
- Rob Lowe – Hallmark Hall of Fame, Folge: Thursday’s Child
- Perry King – The Hasty Heart
- Jan-Michael Vincent – Der Feuersturm (The Winds of War)

1985
Paul Le Mat – Das brennende Bett (The Burning Bed)
- Pierce Brosnan – Nancy Astor
- John Hillerman – Magnum (Magnum, P.I.)
- Ben Vereen – Ellis Island
- Bruce Weitz – Polizeirevier Hill Street (Hill Street Blues)

1986
Edward James Olmos – Miami Vice
- Ed Begley, Jr. – Chefarzt Dr. Westphall (St. Elsewhere)
- David Carradine – Fackeln im Sturm (North and South)
- Richard Farnsworth – Chase
- John James – Der Denver-Clan (Dynasty)
- John Malkovich – Tod eines Handlungsreisenden (Death of a Salesman)
- Pat Morita – Amos
- Bruce Weitz – Polizeirevier Hill Street (Hill Street Blues)

1987
Jan Niklas – Anastasia (Anastasia: The Mystery of Anna)
- Tom Conti – Verfolgt und gejagt (Nazi Hunter: The Beate Klarsfeld Story)
- John Hillerman – Magnum (Magnum, P.I.)
- Trevor Howard – Frohe Weihnachten, Mrs. Kingsley (Christmas Eve)
- Ron Leibman – Frohe Weihnachten, Mrs. Kingsley (Christmas Eve)

1988
Rutger Hauer – Flucht aus Sobibor (Escape from Sobibor)
- Kirk Cameron – Unser lautes Heim (Growing Pains)
- Dabney Coleman – Sworn to Silence
- John Hillerman – Magnum (Magnum, P.I.)
- John Larroquette – Harrys wundersames Strafgericht (Night Court)
- Brian McNamara – Beverly Hills Boys Club
- Alan Rachins – L.A. Law – Staranwälte, Tricks, Prozesse (L.A. Law)
- Gordon Thomson – Der Denver-Clan (Dynasty)

1989
Barry Bostwick – Feuersturm und Asche (War and Remembrance)

John Gielgud – Feuersturm und Asche (War and Remembrance)
- Armand Assante – Jack the Ripper – Das Ungeheuer von London (Jack the Ripper)
- Kirk Cameron – Unser lautes Heim (Growing Pains)
- Larry Drake – L.A. Law – Staranwälte, Tricks, Prozesse (L.A. Law)
- Derek Jacobi – Hallmark Hall of Fame, Folge: The Tenth Man
- Edward James Olmos – Miami Vice

## 1990er Jahre
1990
Dean Stockwell – Zurück in die Vergangenheit (Quantum Leap)
- Larry Drake – L.A. Law – Staranwälte, Tricks, Prozesse (L.A. Law)
- Chris Burke – Alles Okay, Corky? (Life Goes On)
- Tommy Lee Jones – Der Ruf des Adlers (Lonesome Dove)
- Michael Tucker – L.A. Law – Staranwälte, Tricks, Prozesse (L.A. Law)

1991
Charles Durning – The Kennedys of Massachusetts
- Barry Miller – Equal Justice
- Jimmy Smits – L.A. Law – Staranwälte, Tricks, Prozesse (L.A. Law)
- Dean Stockwell – Zurück in die Vergangenheit (Quantum Leap)
- Blair Underwood – L.A. Law – Staranwälte, Tricks, Prozesse (L.A. Law)

1992
Louis Gossett, Jr. – Die Josephine-Baker-Story (The Josephine Baker Story)
- Larry Drake – L.A. Law – Staranwälte, Tricks, Prozesse (L.A. Law)
- Michael Jeter – Evening Shade
- Richard Kiley – Gleichheit kennt keine Farbe (Separate But Equal)
- Dean Stockwell – Zurück in die Vergangenheit (Quantum Leap)

1993
Maximilian Schell – Stalin
- Jason Alexander – Seinfeld
- John Corbett – Ausgerechnet Alaska (Northern Exposure)
- Hume Cronyn – Broadway Familie (Broadway Bound)
- Earl Holliman – Delta
- Dean Stockwell – Zurück in die Vergangenheit (Quantum Leap)

1994
Beau Bridges – The Positively True Adventures Of The Alleged Texas Cheerleader-Murdering Mum
- Jason Alexander – Seinfeld
- Dennis Franz – New York Cops – NYPD Blue (NYPD Blue)
- John Mahoney – Frasier
- Jonathan Pryce – Der Konzern (Barbarians at the Gate)

1995
Edward James Olmos – Flammen des Widerstands (The Burning Season)
- Jason Alexander – Seinfeld
- Fyvush Finkel – Picket Fences – Tatort Gartenzaun (Picket Fences)
- John Malkovich – Heart of Darkness
- David Hyde Pierce – Frasier

1996
Donald Sutherland – Citizen X
- Sam Elliott – Buffalo Girls
- Tom Hulce – Verlorene Träume (The Heidi Chronicles)
- David Hyde Pierce – Frasier
- Henry Thomas – Unter Anklage – Der Fall McMartin (Indictment: The McMartin Trial)

1997
Ian McKellen – Rasputin
- David Paymer – Crime of the Century
- David Hyde Pierce – Frasier
- Anthony Quinn – Der Untergang der Cosa Nostra (Gotti)
- Noah Wyle – Emergency Room – Die Notaufnahme (ER)

1998
George C. Scott – Die 12 Geschworenen (Twelve Angry Men)
- Jason Alexander – Seinfeld
- Michael Caine – Mandela und De Klerk – Zeitenwende (Mandela and de Klerk)
- Eriq La Salle – Emergency Room – Die Notaufnahme (ER)
- David Hyde Pierce – Frasier
- Noah Wyle – Emergency Room – Die Notaufnahme (ER)

1999
Don Cheadle – The Rat Pack

Gregory Peck – Moby Dick
- Joe Mantegna – The Rat Pack
- David Spade – Just Shoot Me – Redaktion durchgeknipst (Just Shoot Me!)
- Noah Wyle – Emergency Room – Die Notaufnahme (ER)

## 2000er Jahre
2000
Peter Fonda – The Passion of Ayn Rand
- Klaus Maria Brandauer – Rising Star (Introducing Dorothy Dandridge)
- Sean Hayes – Will & Grace
- Chris Noth – Sex and the City
- Peter O’Toole – Jeanne d’Arc – Die Frau des Jahrtausends (Joan of Arc)
- David Spade – Just Shoot Me – Redaktion durchgeknipst (Just Shoot Me!)

2001
Robert Downey, Jr. – Ally McBeal
- Sean Hayes – Will & Grace
- John Mahoney – Frasier
- David Hyde Pierce – Frasier
- Christopher Plummer – American Tragedy
- Bradley Whitford – The West Wing – Im Zentrum der Macht (The West Wing)

2002
Stanley Tucci – Die Wannseekonferenz (Conspiracy)
- John Corbett – Sex and the City
- Sean Hayes – Will & Grace
- Ron Livingston – Band of Brothers – Wir waren wie Brüder (Band of Brothers)
- Bradley Whitford – The West Wing – Im Zentrum der Macht (The West Wing)

2003
Donald Sutherland – Path to War
- Alec Baldwin – Path to War
- Jim Broadbent – Churchill – The Gathering Storm (The Gathering Storm)
- Bryan Cranston – Malcolm mittendrin (Malcolm in the Middle)
- Sean Hayes – Will & Grace
- Dennis Haysbert – 24
- Michael Imperioli – Die Sopranos (The Sopranos)
- John Spencer – The West Wing – Im Zentrum der Macht (The West Wing)
- Bradley Whitford – The West Wing – Im Zentrum der Macht (The West Wing)

2004
Jeffrey Wright – Engel in Amerika (Angels in America)
- Sean Hayes – Will & Grace
- Lee Pace – Soldier's Girl
- Ben Shenkman – Engel in Amerika (Angels in America)
- Patrick Wilson – Engel in Amerika (Angels in America)

2005
William Shatner – Boston Legal
- Sean Hayes – Will & Grace
- Michael Imperioli – Die Sopranos (The Sopranos)
- Jeremy Piven – Entourage
- Oliver Platt – Huff – Reif für die Couch (Huff)

2006
Paul Newman – Empire Falls
- Naveen Andrews – Lost
- Randy Quaid – Elvis
- Jeremy Piven – Entourage
- Donald Sutherland – Welcome, Mrs. President (Commander in Chief)

2007
Jeremy Irons – Elizabeth I
- Thomas Haden Church – Broken Trail
- Justin Kirk – Weeds – Kleine Deals unter Nachbarn (Weeds)
- Masi Oka – Heroes
- Jeremy Piven – Entourage

2008
Jeremy Piven – Entourage
- Ted Danson – Damages – Im Netz der Macht (Damages)
- Kevin Dillon – Entourage
- Andy Serkis – Die Moormörderin von Manchester
- William Shatner – Boston Legal
- Donald Sutherland – Dirty Sexy Money

2009
Tom Wilkinson – John Adams – Freiheit für Amerika (John Adams)
- Neil Patrick Harris – How I Met Your Mother
- Denis Leary – Recount
- Jeremy Piven – Entourage
- Blair Underwood – In Treatment – Der Therapeut (In Treatment)

## 2010er Jahre
2010
John Lithgow – Dexter
- Michael Emerson – Lost
- Neil Patrick Harris – How I Met Your Mother
- William Hurt – Damages – Im Netz der Macht (Damages)
- Jeremy Piven – Entourage

2011
Chris Colfer – Glee
- Scott Caan – Hawaii Five-0
- Chris Noth – Good Wife
- Eric Stonestreet – Modern Family
- David Strathairn – Du gehst nicht allein (Temple Grandin)

2012
Peter Dinklage – Game of Thrones
- Paul Giamatti – Too Big to Fail – Die große Krise (Too Big to Fail)
- Guy Pearce – Mildred Pierce
- Tim Robbins – Cinema Verite – Das wahre Leben (Cinema Verite)
- Eric Stonestreet – Modern Family

2013
Ed Harris – Game Change – Der Sarah-Palin-Effekt (Game Change)
- Max Greenfield – New Girl
- Danny Huston – Magic City
- Mandy Patinkin – Homeland
- Eric Stonestreet – Modern Family

2014
Jon Voight – Ray Donovan
- Josh Charles – Good Wife (The Good Wife)
- Rob Lowe – Liberace – Zu viel des Guten ist wundervoll (Behind the Candelabra)
- Aaron Paul – Breaking Bad
- Corey Stoll – House of Cards

2015
Matt Bomer – The Normal Heart
- Alan Cumming – Good Wife (The Good Wife)
- Colin Hanks – Fargo
- Bill Murray – Olive Kitteridge
- Jon Voight – Ray Donovan

2016
Christian Slater – Mr. Robot
- Alan Cumming – Good Wife (The Good Wife)
- Damian Lewis – Wölfe (Wolf Hall)
- Ben Mendelsohn – Bloodline
- Tobias Menzies – Outlander

2017
Hugh Laurie – The Night Manager
- Sterling K. Brown – American Crime Story (The People v. O. J. Simpson: American Crime Story)
- John Lithgow – The Crown
- Christian Slater – Mr. Robot
- John Travolta – American Crime Story (The People v. O. J. Simpson: American Crime Story)

2018
Alexander Skarsgård – Big Little Lies
- David Harbour – Stranger Things
- Alfred Molina – Feud (Feud: Bette and Joan)
- Christian Slater – Mr. Robot
- David Thewlis – Fargo

2019
Ben Whishaw – A Very English Scandal
- Alan Arkin – The Kominsky Method
- Kieran Culkin – Succession
- Édgar Ramírez – American Crime Story
- Henry Winkler – Barry

## 2020er Jahre
2020
Stellan Skarsgård – Chernobyl
- Alan Arkin – The Kominsky Method
- Kieran Culkin – Succession
- Andrew Scott – Fleabag
- Henry Winkler – Barry

2021
John Boyega – Small Axe
- Brendan Gleeson – The Comey Rule
- Daniel Levy – Schitt’s Creek
- Jim Parsons – Hollywood
- Donald Sutherland – The Undoing

2022
Oh Young-soo – Squid Game
- Billy Crudup – The Morning Show
- Kieran Culkin – Succession
- Mark Duplass – The Morning Show
- Brett Goldstein – Ted Lasso